# Лобанов, Сергей Андреевич
Серге́й Андре́евич Лоба́нов (род. 19 мая 2001) — российский шахматист, гроссмейстер (2022). Призёр командного чемпионата России в составе команд «СШОР по шахматам и шашкам — 1» (2019) и «Медный всадник» (2022), победитель и призёр многих других турниров.

## Биография
Лобанов начал заниматься шахматами в 5 лет после того, как узнал про очередную победу женской сборной России. Сначала правил игры не знал, но постоянно просил родителей дать возможность поиграть через интернет. Занимался самостоятельно, но позже был зачислен в одну из ведущих шахматных школ Санкт-Петербурга СДЮСШОР ШШ в клубе имени М. Чигорина.
В начале 2006 года известный тренер и игрок по переписке Евгений Подвойский провёл для Лобанова пробное занятие. Тренер дал ему базовые знания по шахматам и сказал, что у мальчика хороший потенциал. После этого Лобанов стал посещать каждое групповое занятие. В 9 лет стал кандидатом в мастера спорта и получил первый рейтинг Эло 2038, затем продолжил заниматься с гроссмейстером Валерием Логиновым. Логинов и Лобанов занимались до 2019 года. В 14 лет Лобанов стал мастером спорта России, спустя 2 года — международным мастером, а позже гроссмейстером.
Лобанов был многократным призёром юношеских чемпионатов России и мира, победитель юношеского чемпионата Европы. Победитель и призёр Олимпиад до 16 лет в составе сборной России. Чемпион Санкт-Петербурга (2018), победитель Moscow Open 2020, победитель турниров в Ереване, Мерсине, победитель и призёр этапов Гран-при России по рапиду и блицу. На турнире Аэрофлот Опен 2025 занял 5-е место (делёж 2-9), а после квалифицировался на Кубок мира из чемпионата Азии.